# Ostriv, Kiverți
Ostriv (în ucraineană Острів) este un sat în comuna Trosteaneț din raionul Kiverți, regiunea Volînia, Ucraina.

## Demografie
Componența lingvistică a localității Ostriv
     Ucraineană (99,12%)
     Alte limbi (0,88%)
Conform recensământului din 2001, majoritatea populației localității Ostriv era vorbitoare de ucraineană (99,12%), existând în minoritate și vorbitori de alte limbi.